# Kula (Malo Crniće)
Pour les articles homonymes, voir Kula.
Kula (en serbe cyrillique : Кула) est un village de Serbie situé dans la municipalité de Malo Crniće, district de Braničevo. Au recensement de 2011, il comptait 642 habitants.

## Démographie

### Évolution historique de la population
| 1948  | 1953  | 1961  | 1971  | 1981  | 1991 | 2002 | 2011 |
| ----- | ----- | ----- | ----- | ----- | ---- | ---- | ---- |
| 1 333 | 1 333 | 1 230 | 1 119 | 1 007 | 908  | 699  | 642  |

|  |